# Don Ameche
Don Ameche, nome artístico de Dominic Felix Amici (Kenosha, 31 de maio de 1908 — Scottsdale, 6 de dezembro de 1993), foi um ator estadunidense.
Iniciou sua carreira no cinema em Pecados dos Homens (1936), após anos de dedicação ao rádio. Logo consagrou-se como um dos principais galãs da 20th Century Fox, estúdio onde protagonizou cerca de 40 filmes. Destacou-se entre as décadas de 1930 e 1940, período em que a produção de filmes musicais atingiu seu auge em Hollywood. Entre seus papéis notáveis estão D'Artagnan em Três Mosqueteiros por Engano (1939) e o papel-título em A vida de Alexander Graham Bell, dirigido por Irving Cummings. Apesar de sua longa carreira cinematográfica, Ameche só ganhou o Oscar de Melhor Ator Coadjuvante em 1986, por sua atuação em Cocoon.
Reconhecido por sua elegância em cena, Ameche desempenhou outros papéis importantes em seus últimos anos. Um dos mais marcantes foi em As Coisas Mudam (1988), de David Mamet, no qual interpretou um velho engraxate escolhido pela máfia, devido à sua semelhança com um poderoso chefão, para assumir a culpa por um crime. Ainda em 1988, reprisou o papel que lhe rendeu o Oscar na sequência Cocoon 2 - O Regresso. Embora frequentemente escalado pela Fox em filmes românticos e convencionais, Ameche também trabalhou com renomados diretores, como Ernst Lubitsch, em O Diabo Disse Não.

## Biografia

### Primeiros anos

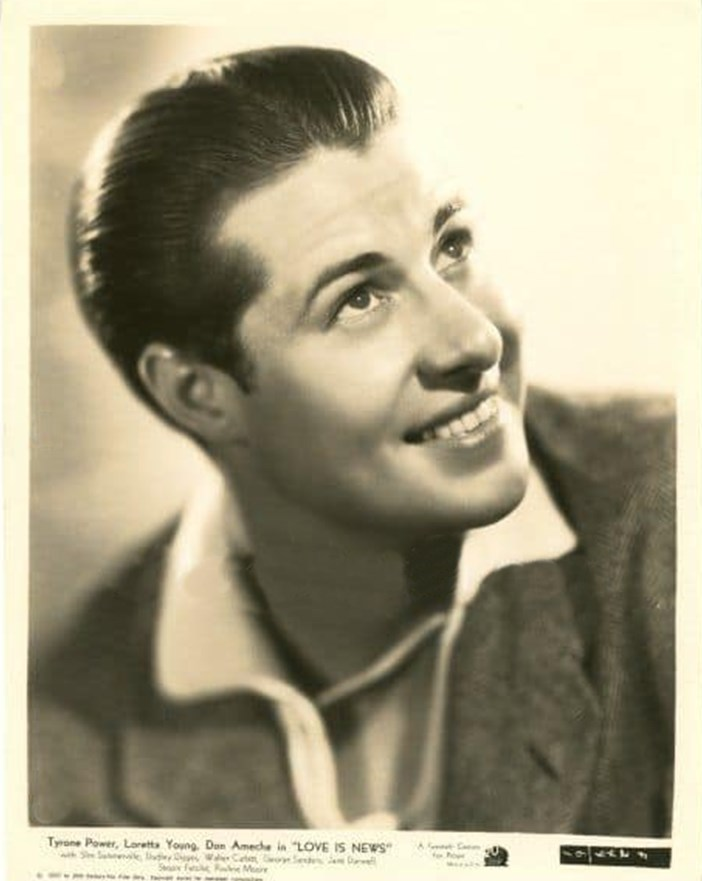
Don Amche em Love Is News (1937).

Don Ameche nasceu como Dominic Felix Amici em 31 de maio de 1908, em Kenosha, no estado de Wisconsin. Ele era o filho mais velho de Felice Amici, um imigrante italiano, e Barbara Etta Hertel, descendente de alemães e escoceses. Don Ameche tinha três irmãos: Umberto (Bert), James (Jim Ameche) e Louis; e quatro irmãs: Elizabeth, Catherine, Maria e Anna.
Ameche frequentou a Universidade Marquette, o Loras College e a Universidade de Wisconsin. Durante seu tempo na Universidade de Wisconsin, seu primo Alan Ameche destacou-se no futebol americano, chegando a vencer o Heisman Trophy em 1954. Inicialmente, Don Ameche pretendia estudar Direito, mas acabou se interessando pelo teatro e decidiu seguir carreira nos palcos.
Entre 1946 e 1949, Ameche, junto com outras figuras proeminentes do entretenimento de Los Angeles, como Bing Crosby e Bob Hope, foi co-proprietário do Los Angeles Dons, time da All-America Football Conference (AAFC), uma liga rival da National Football League (NFL).

### Vaudeville e filmes

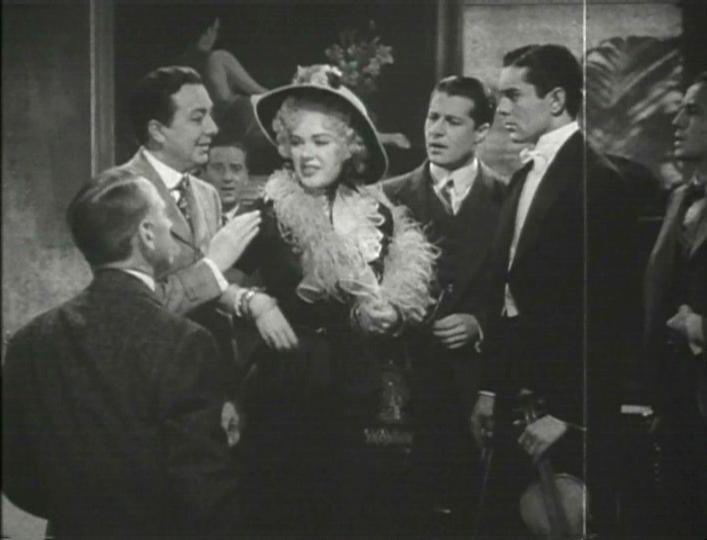
Alice Faye (centro) com Jack Haley (esquerda), Don Ameche e Tyrone Power (direita), em uma cena do filme A Epopeia do Jazz de 1938.

Don Ameche apaixonou-se pelo teatro enquanto cursava Direito na Universidade de Wisconsin-Madison. Seu perfil de galã rapidamente chamou a atenção de produtores teatrais, que lhe ofereceram papéis de destaque em produções locais. Ele acabou abandonando os estudos para seguir carreira artística, participando de espetáculos de vaudeville e programas radiofônicos, onde começou a se destacar com sua voz de barítono. Sua estreia cinematográfica ocorreu no curta-metragem Beauty at the World's Fair (1933).
Ameche fez sua estreia no cinema em 1935 e, ao final da década de 1930, já era reconhecido como um ator de destaque em Hollywood. Ele atuou em filmes como Epopeia do jazz (1938) e no papel-título de A vida de Alexander Graham Bell (1939). Outros trabalhos marcantes incluem  No velho Chicago  (1937), ao lado de Tyrone Power. Entre 1936 e 1943, tornou-se um dos atores mais prolíficos do cinema americano, participando de cerca de três dezenas de filmes. Em 1940, foi eleito a 21ª estrela mais popular de Hollywood. Um de seus maiores sucessos foi coestrelado por Gene Tierney em O Diabo Disse Não (1943), de Ernst Lubitsch, que foi indicado ao Oscar de Melhor Filme.
No entanto, após o fracasso de Era Somente Amor (1949), os produtores passaram a considerá-lo como uma figura desgastada no cinema. Ameche, então, voltou-se para os musicais da Broadway, como Silk Stockings e Henry, Sweet Henry, além de trabalhos no rádio e na televisão.
Durante as décadas de 1960 e 1970, ele retornou ao cinema em produções de baixo orçamento, como Escândalos Ocultos (1961), Picture Mommy Dead (1966) e Marinheiros Desastrados (1970). No entanto, foi nos anos 1980 que sua carreira ressurgiu com força. Em 1983, Ameche foi escalado para substituir Ray Milland na comédia Os Ricos e os Pobres, cujo sucesso o recolocou em evidência em Hollywood. Dois anos depois, ele recebeu o Oscar de Melhor Ator Coadjuvante por sua atuação em Cocoon (1985).
O diretor David Mamet o convidou para protagonizar As Coisas Mudam (1988), onde sua interpretação dramática foi amplamente elogiada pela crítica, levando-o a vencer a Coppa Volpi de Melhor Ator no Festival de Veneza.

### Rádio e televisão

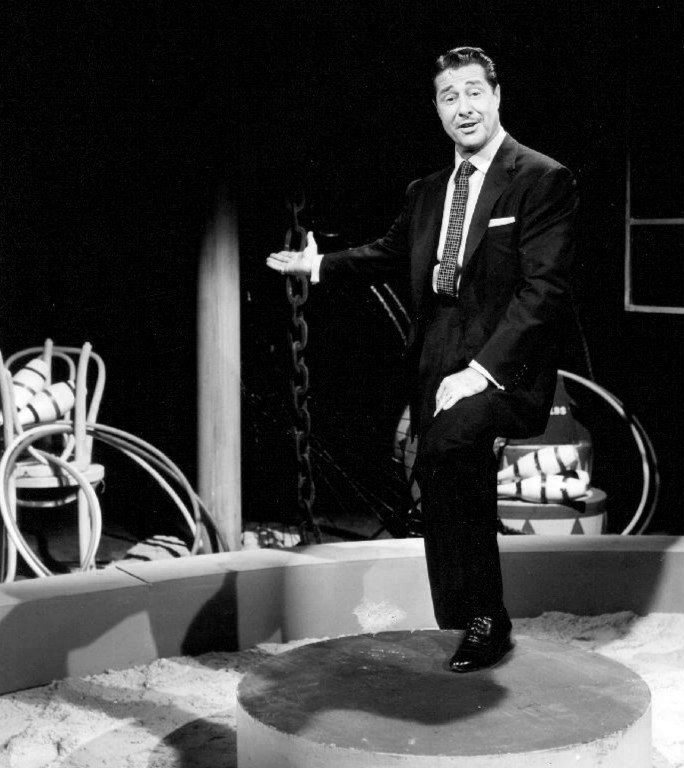
Don Ameche em 1962.

Don Ameche foi um grande artista do rádio, destacando-se em programas como Empire Builders, The First Nighter Program, Family Theater e na soap opera Betty and Bob. Após suas participações como apresentador e convidado no The Edgar Bergen/Charlie McCarthy Show, ele alcançou grande sucesso na década de 1940 ao atuar ao lado de Frances Langford em The Bickersons. Escrita por Philip Rapp, a série de comédia retratava de forma hilária a vida de um casal casado combativo. O programa estreou na NBC em 1946 e migrou para a CBS no ano seguinte. Ameche também apresentou seu próprio programa, The Old Gold Don Ameche Show, na NBC Red durante os primeiros anos da década de 1940.
Na televisão, seus papéis mais conhecidos foram entre 1961 e 1965. Ele também fez participações especiais em várias séries, como The Polly Bergen Show (NBC), The Pat Boone Chevy Showroom (ABC) e o drama circense de Jack Palance, O Maior Espetáculo da Terra (1963-1964).
Após estrelar duas comédias em 1970, Marinheiros Desastrados e Vamos Fazer a Guerra?, Ameche afastou-se das telas por 13 anos. Durante esse período, sua única participação no cinema foi em Verdades e Mentiras, um documentário de Orson Welles lançado pela 20th Century Fox, onde ele foi erroneamente identificado em cenas relacionadas a Howard Hughes. Ameche também apareceu em um episódio inicial de Columbo, intitulado "Suitable for Framing" (1971).

### Últimos anos
Apesar da idade avançada, Ameche continuou trabalhando ativamente. Ele participou de pelo menos um filme por ano durante a última década de sua vida, com exceção de 1986. Nesse ano, embora não tenha atuado em filmes, estrelou o telefilme A Masterpiece of Murder ao lado de Bob Hope. Ameche atribuía sua produtividade a um estilo de vida ativo e saudável.
Nos anos seguintes, Ameche participou de filmes de destaque, como Cocoon (1985), que lhe rendeu o Oscar de Melhor Ator Coadjuvante, Um Hóspede do Barulho (1987), Coming to America (1988) e Cocoon: The Return (1988).
A sua atuação em As Coisas Mudam (1988), escrito por David Mamet e Shel Silverstein, foi amplamente elogiada. O New York Times destacou sua performance, afirmando que ele demonstrou "o tipo de grande desenvoltura cômica que ganha prêmios de atuação por razões que vão além do sentimentalismo".
Seus trabalhos posteriores incluíram uma participação especial na série Supergatas (1990) e os filmes Oscar - Minha Filha Quer Casar (1991), Um Homem à Beira de Um Ataque de Nervos (1992) e a dublagem do personagem Shadow em A Incrível Jornada (1993). Sua última atuação foi em Corina, uma Babá Perfeita (1994), lançado postumamente.
Em reconhecimento à sua contribuição para a indústria do entretenimento, Don Ameche foi homenageado com duas estrelas na Calçada da Fama de Hollywood: uma por seu trabalho no rádio e outra por suas atuações na televisão.

## Vida pessoal e morte
Don Ameche foi casado com Honore Prendergast por 56 anos, desde 1932 até o falecimento dela, em 1986. O casal teve seis filhos: Ronald (Ronnie), Dominic (Donnie), Thomas (Tommie), Lonnie, Bonnie e Connie. Seu irmão mais novo, Jim Ameche, também foi um ator conhecido. Já seu irmão Bert era arquiteto e trabalhou para a Marinha dos Estados Unidos em Port Hueneme, Califórnia, antes de atuar no Serviço Postal dos Estados Unidos, em Los Angeles, Califórnia.
Ameche faleceu em 6 de dezembro de 1993, vítima de um câncer de próstata, aos 85 anos. Ele foi cremado, e suas cinzas estão enterradas no Resurrection Catholic Cemetery, em Asbury, no estado de Iowa.

## Filmografia
| Ano  | Título                                  | Personagem                      | Notas                                   |
| ---- | --------------------------------------- | ------------------------------- | --------------------------------------- |
| 1936 | Pecados dos Homens                      | Karl Freyman / Mario Signarelli |                                         |
| 1936 | Ramona                                  | Alessandro                      |                                         |
| 1936 | Mulheres Enamoradas                     | Dr. Rudi Imre                   |                                         |
| 1936 | One in a Million                        | Bob Harris                      |                                         |
| 1937 | Quem Ama... Castiga!                    | Martin J. Canavan               |                                         |
| 1937 | Cupido ao Volante                       | Peter Nostrand                  |                                         |
| 1937 | Aí Vem o Amor                           | George Macrae                   |                                         |
| 1937 | Romance Entre Balas                     | Tracy Egan                      |                                         |
| 1937 | No Velho Chicago                        | Jack O'Leary                    |                                         |
| 1938 | Feliz Aterrissagem                      | Jimmy Hall                      |                                         |
| 1938 | A Epopeia do Jazz                       | Charlie Dwyer                   |                                         |
| 1938 | Josette                                 | David Brassard Jr.              |                                         |
| 1938 | A Ilha dos Destinos                     | Dick Court                      |                                         |
| 1939 | Três Mosqueteiros por Engano            | D'Artagnan                      |                                         |
| 1939 | Midnight                                | Tibor Czerny                    |                                         |
| 1939 | A Vida de Alexander Graham Bell         | Alexander Graham Bell           |                                         |
| 1939 | Hollywood em Desfile                    | Michael Linnett Connors         |                                         |
| 1939 | O Coração de um Trovador                | Stephen Foster                  |                                         |
| 1940 | A Bela Lillian Russel                   | Edward Solomon                  |                                         |
| 1940 | Quatro Filhos                           | Chris                           |                                         |
| 1940 | Serenata Tropical                       | Ricardo Quintana                |                                         |
| 1941 | Uma Noite no Rio                        | Larry Martin / Baron Duarte     |                                         |
| 1941 | Sob o Luar de Miami                     | Phil O'Neil                     |                                         |
| 1941 | Garota de Encomenda                     | Lloyd Lloyd                     |                                         |
| 1941 | Ciúme não é Pecado                      | John Hathaway                   |                                         |
| 1941 | Confirme ou Desminta                    | 'Mitch' Mitchell                |                                         |
| 1942 | Assim Vivo Eu...                        | Dwight Dawson                   |                                         |
| 1942 | Cuidado com as Saias                    | Pedro Sullivan                  |                                         |
| 1943 | Canta, Coração!                         | Ken Douglas                     |                                         |
| 1943 | O Diabo Disse: Não!                     | Henry Van Cleve                 |                                         |
| 1943 | Filho Querido                           | Lew Marsh                       |                                         |
| 1944 | Uma Asa e uma Prece                     | Comandante de voo Bingo Harper  |                                         |
| 1944 | Serenata Boêmia                         | Kenneth Harvey                  |                                         |
| 1945 | Está no Papo                            | Ele mesmo                       |                                         |
| 1945 | Esposa de Dois Maridos                  | Joseph Jefferson 'Joe' Parker   |                                         |
| 1946 | Amor Tempestuoso                        | Hiram Stephen Maxim             |                                         |
| 1947 | A Última Esperança                      | Joe Grange                      |                                         |
| 1948 | Sonha, Meu Amor                         | Richard W. Courtland            |                                         |
| 1949 | Era Somente Amor                        | John Gayle                      |                                         |
| 1954 | Phantom Caravan                         | Lawrence Evans                  |                                         |
| 1954 | Fire One                                | Comandante Cannon               | Telefilme                               |
| 1956 | High Button Shoes                       | Henry Longstreet                | Telefilme (não creditado)               |
| 1961 | Escândalos Ocultos                      | Senador Alex S. Simon           |                                         |
| 1966 | Picture Mommy Dead                      | Edward Shelley                  |                                         |
| 1968 | Shadow Over Elveron                     | Justin Pettit                   | Telefilme                               |
| 1970 | Marinheiros Desastrados                 | Comandante Taylor               |                                         |
| 1970 | Vamos Fazer a Guerra?                   | Col. Flanders                   |                                         |
| 1971 | Shepherd's Flock                        | Dr. Hewitt                      | Telefilme                               |
| 1972 | Gidget Gets Married                     | Otis Ramsey                     | Telefilme                               |
| 1979 | The Chinese Typewriter                  | Armand Beller                   | Telefilme                               |
| 1983 | Trocando as Bolas                       | Mortimer Duke                   |                                         |
| 1984 | Not in Front of the Kids                | Ben Rosen                       | Telefilme                               |
| 1985 | Cocoon                                  | Art Selwyn                      | Venceu—Oscar de melhor ator coadjuvante |
| 1986 | A Masterpiece of Murder                 | Frank Aherne                    | Telefilme                               |
| 1987 | Companheiros                            | Art Riddle                      | Telefilme                               |
| 1987 | Um Hóspede do Barulho                   | Dr. Wallace Wrightwood          |                                         |
| 1988 | Um Príncipe em Nova York                | Mortimer Duke                   |                                         |
| 1988 | As Coisas Mudam                         | Gino                            |                                         |
| 1988 | Cocoon 2 - O Regresso                   | Arthur 'Art' Selwyn             |                                         |
| 1990 | Oddball Hall                            | G. Paul Siebriese               |                                         |
| 1991 | Oscar - Minha Filha Quer Casar          | Padre Clemente                  |                                         |
| 1991 | Our Shining Moment                      | John 'Papa' McGuire Sr.         |                                         |
| 1992 | Um Homem à Beira de Um Ataque de Nervos | Harry Aldrich                   |                                         |
| 1992 | Sunstroke                               | Jake                            | Telefilme                               |
| 1993 | A Incrível Jornada                      | Shadow                          | (voz)                                   |
| 1994 | Corina, uma Babá Perfeita               | Grandpa Harry                   |                                         |